# Синиця сірочуба
Синиця сірочуба (Lophophanes dichrous) — вид горобцеподібних птахів родини синицевих (Paridae). Мешкає в Гімалаяї і горах Китаю.

## Опис

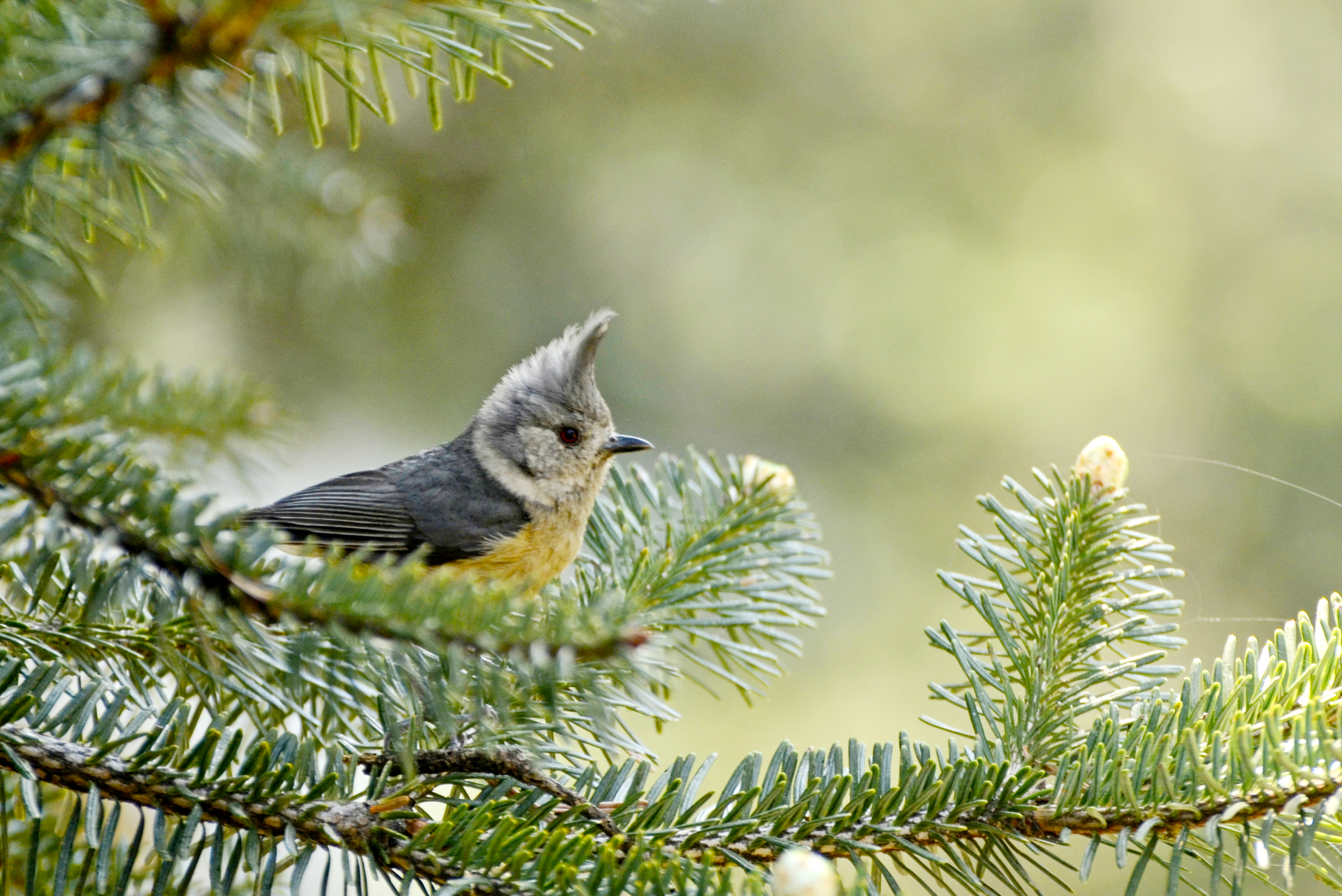
Сірочуба синиця

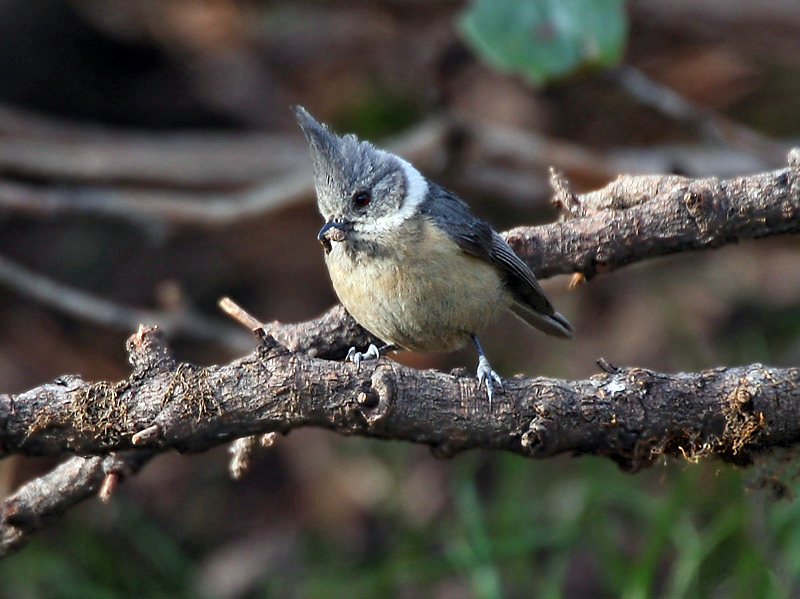
Сірочуба синиця

Довжина птаха становить 12 см. Верхня частина тіла тьмяно-сіра, на тімені помітний сірий чуб. Нижня частина тіла охриста, на шиї біла смуга. Дзьоб чорний, лапи сірувато-бурі, райдужки темно-червоні.

## Підвиди
Виділяють чотири підвиди:
- L. d. kangrae Whistler, 1932 — північно-західні Гімалаї (від Кашміру до Уттар-Прадешу);
- L. d. dichrous (Blyth, 1845) — від західного Непалу до Північно-Східної Індії (Аруначал-Прадеш) і південного Тибету;
- L. d. dichroides Przewalski, 1876 — від північно-східного Тибету до південно-західного Китаю (північний Сичуань, Цинхай, Ганьсу, Шеньсі);
- L. d. wellsi (Baker, ECS, 1917) — північно-східна М'янма і південний Китай (захід Сичуаню, північний захід Юньнаню).

## Поширення і екологія
Сірочубі синиці мешкають в Індії, Непалі, Бутані, Китаї і М'янмі. Вони живуть в гірських хвойних, широколистяних і мішаних лісах (зокрема в дубових і дододендронових лісах), ведуть переважно осілий спосіб життя. Зустрічаються парами або невеликими зграйками, на висоті від 200 до 4240 м над рівнем моря. Живляться безхребетними та їх личинками. Сезон розмноження триває з квітня по червень. Гніздо робиться з моху, шерсті і пір'я, розміщується в дуплі дерева на висоті від 3 до 7 м над землею.